# Idaea descitaria
Idaea descitaria är en fjärilsart som beskrevs av Hugo Theodor Christoph 1893. Idaea descitaria ingår i släktet Idaea och familjen mätare. Inga underarter finns listade i Catalogue of Life.